# Sägeuhr

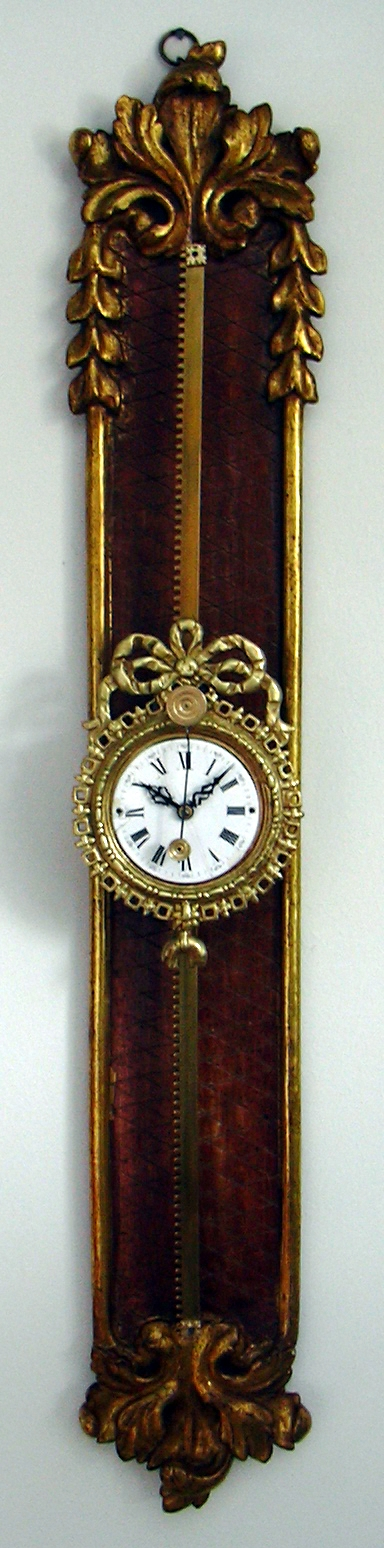
Rokoko-Sägeuhr

Die Sägeuhr ist eine spielerische Variante der Schwerkraftuhr, bei der der Uhrkörper von seinem eigenen Gewicht angetrieben wird, indem er an einer Zahnstange abwärts gleitet.

## Beschreibung
Die Masse des Uhrwerks, welche zusätzlich über ein massiv ausgestaltetes Metallgehäuse vergrößert wird, dient als Gewicht für den Antrieb. Das Uhrwerk bewegt sich dabei in vertikaler Richtung von seiner höchsten Position aus auf einer Zahnstange nach unten. Im Uhrwerk befindet sich anstelle eines Federhauses ein Zahnrad, das direkt in die Zahnstange greift. Bei Herabsinken des Uhrkörpers dreht sich diese zwangsweise und trieb dabei die Uhr an. Aufgezogen wird die Uhr, indem sie einfach auf der Zahnstange nach oben geschoben wird. Die Ähnlichkeit der Zahnstange mit einer Säge ist namensgebend für die Uhr.
Sägeuhren wurden hauptsächlich im 17. und 18. Jahrhundert gefertigt. Die Uhren haben meist eine Spindelhemmung und ein kurzes Vorderpendel als Gangregler.
Da diese Uhren als Antiquitäten recht beliebt sind, werden seit den 1970er Jahren originalgetreue Nachbauten hergestellt und verkauft.